# نازع تشبع

ديساتوريز أو نازع التشبع (بالإنجليزية: Desaturase)‏ هو إنزيم ينزع ذرتي هيدروجين من مركب عضوي مكونا رابطة كربون/كربون زوجية.
تصنف نازعات التشبع كالأتي:
- دلتا - دلالة على أن الرابطة الزوجية تنشأ عند مكان ثابت من مجموعة الكربوكسيل الخاصة بالحمض الدهني (مثلا: نازع تشبع Δ9 ينشئ رابطة زوجية عند المكان التاسع من النهاية الكربوكسيلية)
- أوميجا (مثل نازع تشبع ω3 ) دلالة على إنشاء الرابطة الزوجية بين ذرة الكربون الثالثة والرابعة من النهاية المثيلية للحمض الدهني.

في التخليق الحيوي للأحماض الدهنية الأساسية، فإن الإيلونجيز يتناوب مع نازعات تشبع مختلفة (مثلا نازع تشبع Δ6) بصورة متكررة ويقوم بإدخال مجموعة إيثايل ثم ينشئ رابطة زوجية.

## دوره في التمثيل الغذائي في الإنسان
هناك ثلاث نازعات تشبع في الإنسان: نازع تشبع Δ9 ونازع تشبع Δ6 ونازع تشبع Δ5.
نازع تشبع Δ9 والذي يعرف أيضا ب Stearoyl-CoA desaturase-1 ويستعمل لتخليق حمض الأوليك وهو حمض أحادي التشبع ومكون واسع الانتشار في كل خلايا جسم الإنسان. نازع تشبع Δ9 ينتج حمض الأوليك عن طريق نزع تشبع حمض الأستيارك وهو حمض دهني مشبع يمكن أن يخلق في الجسم من حمض البالمتيك أو يؤخذ في الغذاء مباشرة.
نازعي التشبع Δ6 و Δ5 مهمين لتخليق الأحماض الدهنية عالية عدم التشبع مثل ال EPA وال DHA (يخلقو من حمض لينولينك) وحمض أراشيدونيك (الذي يخلق من حمض لين‌أوليك).هذه العملية متعددة المراحل وتتطلب خطوات متعاقبة من جانب إنزيمات الإيلونجيز ونازعات التشبع. تم تحديد الجينات المشفرة لإنتاج نازعي التشبع Δ6 و Δ5 على الكروموسوم البشري رقم 11.